# Aveyroniceras
Aveyroniceras – rodzaj głowonogów z podgromady amonitów
Żył w okresie jury (pliensbach).